# Бриллиант-Лерман, Варвара Александровна
Варвара Александровна Бриллиант-Лерман (5 апреля 1888, Петербург, Российская Империя — 17 мая 1954, Ленинград, СССР) — советский физиолог растений.

## Биография
Родилась Варвара Бриллиант-Лерман 5 апреля 1888 года в Петербурге в семье присяжного поверенного Александра Моисеевича Бриллианта. В 1912 году окончила Бестужевские высшие женские курсы. С 1913 по 1920 год работала в лаборатории С. П. Костычева на кафедре физиологии растений Петроградского университета, при этом с 1913 по 1926 год работала в лабораториях ряда ВУЗов Петрограда. С 1920 года работала в Главном ботаническом саду РСФСР, с 1931 года — в ботаническом институте АН СССР, где с 1945 по 1954 год возглавляла отдел экологии и физиологии растений.
Скончалась 17 мая 1954 года в Ленинграде.
Дядя — Леонтий Моисеевич Бриллиант, присяжный поверенный в Санкт-Петербурге.
Брат — Владимир Александрович Брилиант (1883, Петербург — 1969, Ленинград) — советский юрист, библиотековед, экслибрисист.

## Научные работы
Основные научные работы посвящены физиологической специфики фотосинтеза.
- 1925 — Установила оптимум фотосинтеза при некотором дефиците воды в ассимилирующих клетках.
- 1936 — Предыдущее доказательство, названное в 1925 году Варвара Александровна решила назвать Феномен Бриллиант.
- Показала, что фотосинтез является функцией живого растения, а не обычным физико-химическим процессом.
- Изучала влияние кислотности концентрации в почве ионов K, Ca, Mg, кислорода в воздухе и других экологических факторов на интенсивность фотосинтеза.